# Andor Endre
Andor Endre, családi nevén Ráth (Arad, 1897. október 27. – ?) magyar költő, író, irodalmi szervező.

## Életútja
Bírói és ügyvédi képesítését Budapesten szerezte. Aradon a Friss Újságnál, majd a Rendkívüli Újságnál dolgozott. 1921-ben Regulus c. történelmi kisregényével elnyerte a Kölcsey Egyesület irodalmi pályázatának I. díját. Ez év októberétől 1923 júliusáig az egyesület titkáraként működött. Verseit Fekete máglya címmel foglalta kötetbe (Arad, 1922). Az 1920-as évek közepén Magyarországra költözött, s jogi pályán helyezkedett el.